# 倫費爾德山
47°24′25″N 15°21′22″E / 47.40694°N 15.35611°E

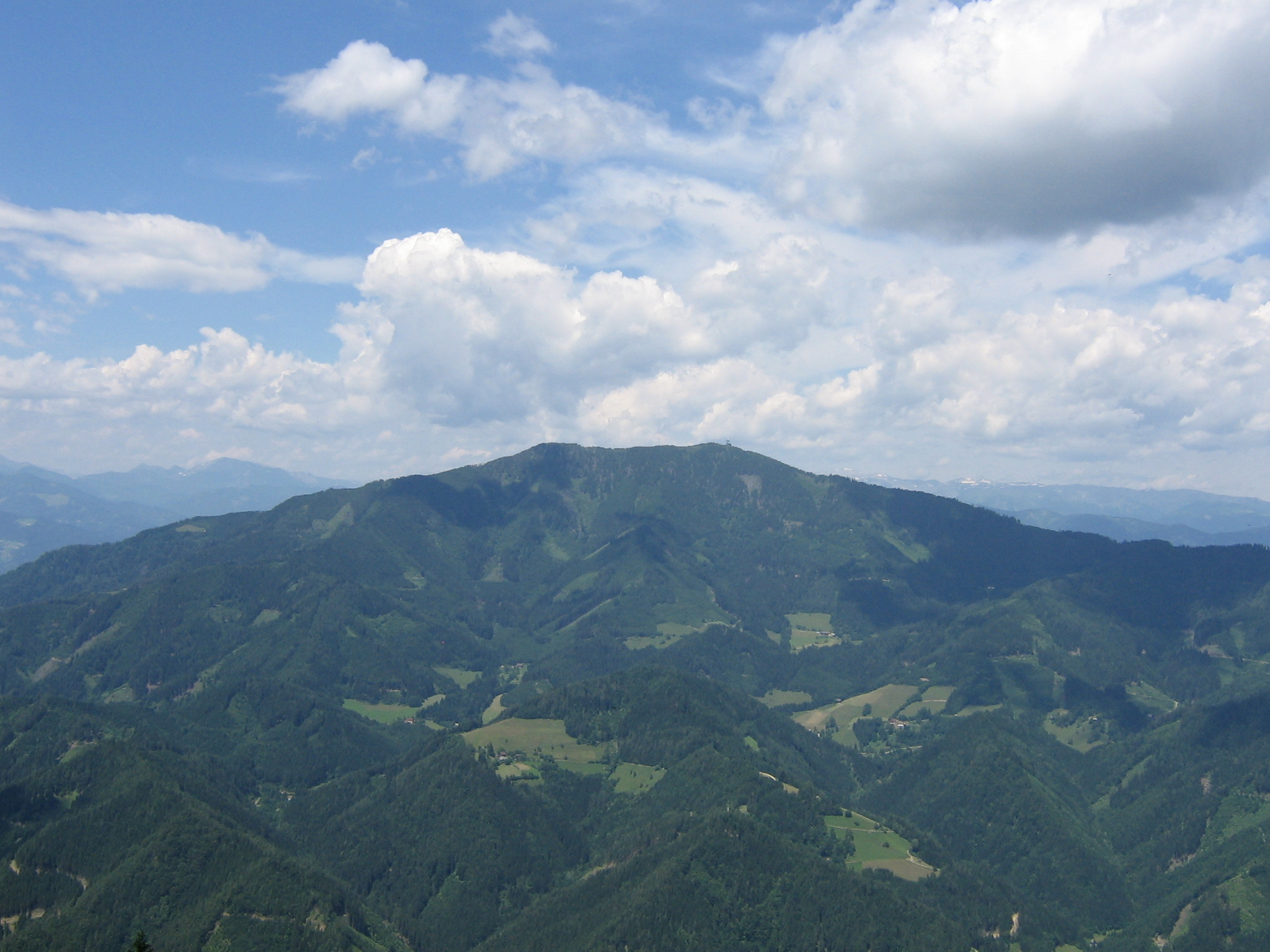

倫費爾德山（德語：Rennfeld），是奧地利的山峰，位於該國東南部，由施泰爾馬克州負責管轄，屬於穆爾以東前阿爾卑斯山脈的一部分，距離霍赫蘭奇山7公里，海拔高度1,629米，每年平均降雨量1,671毫米。